# Tielen (Allemagne)
Pour les articles homonymes, voir Tielen.
Tielen est une municipalité allemande située dans le land du Schleswig-Holstein et dans l'arrondissement de Schleswig-Flensbourg. En 2015, sa population est de 284 habitants.